# Listă a fabricanților de aeronave Q-S
Aceasta este o listă a fabricanților de aeronave sortată în ordine alfabetică după denumirea care este cunoscută la Organizația Internațională a Aviației Civile (ICAO). Lista conține numele ICAO, numele comun, țara de origine, și alte date, precum anii între care a funcționat (în paranteze). 
Numele ICAO sunt scrise cu caractere bold. Faptul că un fabricant are o denumire ICAO nu înseamnă că el mai produce în prezent, ci faptul că unele dintre aeronavele produse de acesta mai zboară încă.
A B-C D-G H-L M-P Q-S T-Z

## Q
- Quad City, Quad City Ultralight Aircraft Corp - SUA
- Quercy, Centre National Quercy-Rouergue RSA - Franța
- Quest, Quest Aircraft Company LLC - SUA
- Questair, Questair, Inc. - SUA
- Quickie, Quickie Aircraft Corporation - SUA
- Quickie, Quickie Enterprises, Inc. - SUA
- Quikkit, Quikkit Corporation - SUA
- Quikkit, Quikkit Division of Rainbow Flyers, Inc. - SUA
- Quikkit, Quikkit, Inc. - SUA
- Qantas, Qantas, Inc. Australia

## R
- R & B, R & B Aircraft Company - SUA
- RACA, Reprezentaciones Aero Comerciales Argentinas SA - Argentina
- Radab, AB Radab - Suedia
- RAF (1), Royal Aircraft Factory - Marea Britanie, > Royal Aircraft Establishment
- Ragwing, RagWing Aircraft Designs - SUA
- Rainbow, Rainbow Aircraft (Pty), Ltd. - Africa de Sud
- Rand, Kenneth Rand - SUA
- Rand, Rand Robinson Engineering, Inc. - SUA
- Ranger Aircraft Corp. - SUA (1929, Oklahoma City OK, upon acquiring design și production rights of Coffman Monoplanes Inc.)
- Rans, Rans, Inc. - SUA (Randy Schlitter, Hays KS) kit-built small aircraft
- Ravin, SA Ravin Composite Aircraft Manufacturers - Africa de Sud
- Raytheon, Raytheon Aircraft Company - SUA
- Raytheon, Raytheon Corporate Jets, Inc. - Marea Britanie
- Rearwin, Rearwin Aircraft & Engines, Inc. - SUA
- Rearwin, Rearwin Airplanes, Inc. - SUA
- Reda, Reda-MDT, Ltd. - Rusia
- Redfern, Walter Redfern Company - SUA
- Reflex, Reflex Fiberglass Works, Inc. - SUA
- Regy Freres, Regy Freres - Franța

- Reims, Reims Aviation SA - Franța
- Renaissance (1), Renaissance Composites, Inc. - SUA
- Renaissance (2), Renaissance Aircraft LLC - SUA
- Renard, Robert Renard - Franța
- Renard, George & Alfred Renard
- Replica Plans, Replica Plans - Canada
- Republic, Republic Aviation Corporation - SUA, (1939-?)
- Revolution, Revolution Helicopter Corporation, Inc. - SUA
- Rhein, Rhein-Flugzeugbau GmbH - Germania, (RFB)
- Rhein-West-Flug, Rhein-West-Flug Fischer und Companie - Germania
- Rihn, Dan Rihn - SUA
- Rihn, Rihn Aircraft Corporation - SUA
- Rikugun, Rikugun Kokugijutsu Kenkyujo - Japonia, (Army Aerotechnical Research Institute)
- Riley, Riley Aeronautics Corporation - SUA, (?-1983) > Advanced Aircraft Corp
- Riley, Riley Aircraft Corporation - SUA
- Riley, Riley Aircraft Manufacturing, Inc. - SUA
- Riley, Riley International Corporation - SUA
- Riley, Riley Turbostream Corporation - SUA
- RLU, Charles B. Roloff, Robert Liposky și Carl Unger - SUA
- Robin, Avions Pierre Robin - Franța, (1969-prezent)
- Robin, Avions Pierre Robin, Inc. - Canada
- Robin, Robin Aviation - Franța
- Robinson, Robinson Helicopter Company - SUA
- Rock, J. Rock Segelflugzeugbau - Germania
- Rocket, Rocket Aircraft Company - SUA
- Rockwell, Rockwell International Corporation - SUA, (1966-1996) > Boeing North American
- Rockwell-MBB, vezi ROCKWELL și MBB - SUA/Germania
- Rogerson Hiller, Rogerson Hiller Corporation - SUA
- Rogozarski, P. S. F. A. -Rogozarski - Yugoslavia, (1924-1941) (First Serbian Aircraft Factory-Rogozarski)
- Rolladen-Schneider, Rolladen-Schneider Flugzeugbau GmbH - Germania
- Rollason, Rollason Aircraft și Engines, Ltd. - Marea Britanie
- Romaero, SC Romaero SA - România
- Rose, Rose Aeroplane și Motor Company - SUA
- Rotary Air Force, Rotary Air Force, Inc. - Canada
- Rotec, Rotec Engineering, Inc. - SUA
- Rotorway, Rotorway Aircraft, Inc. - SUA
- Rotorway, Rotorway International - SUA
- Rouchaud, F. Rouchaud, Construction Aéronautique - Franța
- Rousseau, Etablissements Rousseau Aéronautique - Franța
- RTAF, Royal Thai Air Force - Thailand
- RUAG, RUAG Aerospace - Elveția
- Rumpler, Edmund Rumpler - Austria, (Rumpler Flugzeugwerke GmbH)
- Rupert, Charles Rupert Joses - Brazilia
- Ruschmeyer, Ruschmeyer Luftfahrttechnik GmbH - Germania
- Rusjan Brothers, Rusjan Brothers - Austro-Hungarian Empire, (Edvard & Josiph (Jože) Rusjan)
- Rutan, Rutan Aircraft Factory - SUA, (Scaled Composites)
- RWD, Rogalski, Wigura și Drzewiecki - Polonia
- Ryan, Ryan Aeronautical Company - SUA

## S
- Saab AB, Saab AB - Suedia
- Saab, Saab Aircraft AB - Suedia
- Saab, Saab-Scania AB - Suedia
- Saab, Svenska Aeroplan AB Saab - Suedia
- Saab-Fairchild, vezi SAAB și FAIRCHILD - Suedia/SUA
- SAASA, Servicios Aéreas de America SA - Mexic
- Sabrina Aircraft Manufacturing - SUA
- SABCA, Société Anonyme Belge de Constructions Aéronautiques - Belgia
- Sadler, Sadler Aircraft Corporation - SUA
- SAI (1), Skandinavisk Aero Industri AS - Danemarca
- SAI (2), SAI Società Aeronautica Italiana srl - Italia
- Sailplane Corporation of America - SUA
- Saint Germain, Centre de Recherches Jean Saint Germain, Inc. - Canada
- Salvay-Stark, M. E. Salvay și George Stark - SUA
- Samolot, Polonia
- Samsung, Samsung Aerospace Industries Ltd - South Korea, (SSA) > Korea Aerospace Industries
- SAN, Société Aéronautique Normande - Franța
- Sanderson, Sanderson Machine Corporation - SUA
- Sands, Ron Sands Company - SUA
- Sargent-Fletcher, Sargent-Fletcher Company - SUA
- SATIC, Special Aircraft Transport International Company - Franța/Germania
- SAU, Nauchno-Proizvodstvennaya Korporatsiya Samoloty-Amfibyi Universalnyye - Rusia
- Saunders Aircraft, Saunders Aircraft Corporation - Canada
- Saunders-Roe, Saunders-Roe Limited - Marea Britanie
- Sauper, Sauper Aviation SA - Franța
- Sauser, Sauser Aircraft Company - SUA
- Savoia-Marchetti, Savoia-Marchetti - Italia, (1915-1951 & 1953-1983)
- Scaled, Scaled Composites, Inc. - SUA
- Scaled Aviation Industries (Private) Limited, Scaled Aviation Industries (Private) Limited - Pakistan
- SCAN, Société des Constructions Aéro-Navales - Franța
- SCANOR, Société de Construction Aéronautique du Nord - Franța
- Scenic, Scenic Aviation Services - SUA
- Schafer, Schafer Aircraft Modifications, Inc. - SUA
- Scheibe, Scheibe Flugzeugbau GmbH - Germania
- Schempp-Hirth, Schempp-Hirth Flugzeugbau GmbH - Germania
- Schempp-Hirth, Schempp-Hirth GmbH - Germania
- Schempp-Hirth, Schempp-Hirth GmbH & Companie KG - Germania
- Schempp-Hirth, Schempp-Hirth OHG - Germania
- Schleicher, Alexander Schleicher GmbH & Co - Germania
- Schleicher, Alexander Schleicher Segelflugzeugbau - Germania
- Schneider, Edmund Schneider - Germania, Australia
- Schweizer, Schweizer Aircraft Corporation - SUA
- Scintex, Scintex Aviation SA - Franța
- Scottish Aviation, Scottish Aviation, Ltd. - Marea Britanie, (?-1977) > British Aerospace
- SCWAL, SCWAL SA - Belgia
- SEA, Société d'Etudes Aéronautiques - Franța
- Seabird, Seabird Aviation Australia Pty, Ltd. - Australia
- Seabird, Seabird Aviation Jordan LLC - Jordan
- Seastar, SeaStar Aircraft, Inc. - SUA
- SET, Societatea pentru exploatari technice - România
- Seawind, Seawind, Inc. - SUA
- Seawind, Seawind International, Inc. - Canada
- Seawind, SNA, Inc. - SUA
- SECM, SECM - Franța, (1916-1921) > Amiot
- SEGA Aircraft, SEGA Aircraft - Belgia
- Seginus Inc, Seginus Inc - SUA
- Sepecat, Société Européenne de Production de l'Avion ECAT - Franța/Marea Britanie
- Sequoia, Sequoia Aircraft Corporation - SUA
- SEREB, SEREB - Franța, (1959-1970) (Ballistic Missiles Study și Manufacture Company) > Aérospatiale
- Serv-Aero, Serv-Aero Engineering, Inc. - SUA
- Servoplant, Servoplant SRL - România
- SETCA - Franța
- Seversky, Seversky Aircraft Corporation - SUA, > Republic Aviation Company
- SF, Swiss Aircraft și Systems Enterprise Corporation - Elveția
- SFECMAS, Societe Francaise d'Etudes et de Constructions de Materials - Franța, (1953-1955) (Société Française d'Etude et de Construction de Matériels Aéronautiques Spéciaux - French Company for the study și construction of special aeronautical materials) > SNCAN
- SFERMA, Societe Francaise d'Entretien et de Reparation de Materiel Aeronautique - Franța, (Maintenance și Aeronautical Material Repairs Company of Franța)
- SG Aviation, SG Aviation - Italia
- SGAU, Samarsky Gosudartvennyi Aerokosmitsesky Universitet - Rusia
- Shaanxi, Shaanxi Aircraft Company - China
- Shaanxi, Shaanxi Transport Aircraft Factory - China
- Shadin, Shadin LP - SUA
- Shanghai, Shanghai Aircraft Manufacturing Factory - China
- Shanghai, Shanghai Aviation Industrial Corporation - China
- Shanghai Sikorsky, Shanghai Sikorsky Aircraft Company, Ltd. - China
- Shenyang, Shenyang Aircraft Corporation - China
- Shenyang, Shenyang Aircraft Factory - China
- Shenyang Sailplane, Shenyang Sailplane și Lightplane Factory - China
- Shenyang Sailplane, Shenyang Sailplane Factory - China
- Sherpa, Sherpa Aircraft Manufacturing Company - SUA
- Shijiazhuang, Shijiazhuang Aircraft Manufacturing Corporation - China
- Shijiazhuang, Shijiazhuang Aircraft Plant - China
- Shin Meiwa, Shin Meiwa Industry Company, Ltd. - Japonia
- Shin Meiwa, ShinMaywa Industries, Ltd. - Japonia
- Shin Meiwa, ShinMaywa Kogyo KK - Japonia
- Shinn, Shinn Engineering, Inc. - SUA
- Short, Short Brothers & Harland, Ltd. - Marea Britanie, (?-1989) > Bombardier Aerospace
- Short, Short Brothers, Ltd. - Marea Britanie
- Short, Short Brothers PLC - Marea Britanie
- Showa, Showa Aircraft Industry Co., Ltd. - Japonia
- SIAI-Marchetti, SIAI-Marchetti SpA - Italia
- SIAT, Siebelwerke-ATG GmbH - Germania
- Siddeley-Deasy, Siddeley-Deasy Motor Car Co., Ltd.. - Marea Britanie, > Armstrong Siddeley
- Siebel, Siebel-Flugzeugwerke AG - Germania, (1955-1970) (Siebel Aircraft Factory) > MBB
- Siemens-Schuckert, Siemens-Schuckertwerke - Germania
- Sikorsky, Sikorsky Aircraft Division of United Aircraft Corporation - SUA
- Sikorsky, Sikorsky Aircraft Division of United Technologies Corporation - SUA
- Silhouette, Silhouette Aircraft, Inc. - SUA
- Silvaire, Silvaire Aircraft Company - SUA
- Silvercraft, Silvercraft SpA - Italia
- Sindlinger, Fred G. Sindlinger - SUA
- Singapore, Singapore Aerospace, Ltd. - Singapore
- Singapore, Singapore Aircraft Industries Pte, Ltd. - Singapore
- Singapore, Singapore Technologies Aerospace, Ltd. - Singapore
- Sino Swearingen Aircraft Corporation - SUA/China-Taiwan
- SIPA, Société Industrielle pour l'Aéronautique - Franța
- Siravia, Siravia SA - Franța
- Sisler, Sisler Aircraft Company - SUA
- SITAR, Sociètè Industrielle de Tolerie pour l'Aéronautique et Matériel Roulant - Franța
- Sivel, Sivel Srl - Italia
- Skliar, Bill Skliar - SUA
- Skycraft, Skycraft International, Inc. - SUA
- Skydancer, SkyDancer Aviation - SUA
- Skyfox, Skyfox Aviation, Ltd. - Australia
- Skygear, Korean Light Aircraft Corporation - South Korea
- Skyote Aeromarine, Skyote Aeromarine, Ltd. - SUA
- Skystar, Skystar Aircraft Corporation - SUA
- Slepcev, Slepcev Aircraft Industries - Australia
- Slingsby, Slingsby Aviation, Ltd. - Marea Britanie
- Slipstream, SlipStream Industries, Inc. - SUA
- SMAN, Société Morbihannaise d'Aéro Navigation - Franța
- SME, SME Aviation Sdn Bhd - Malaysia
- Smith (1), Frank W. Smith - SUA
- Smith (2), Wilbur L. Smith - SUA
- Smith (3), Barry Smith - Marea Britanie
- Smyth, Jerry Smyth - SUA
- SNCA, Société Nationale de Constructions Aéronautiques - Franța
- SNCAC, Société Nationale de Constructions Aéronautiques du Centre - Franța, (1936-1949) (SNCAC) (Aérocentre) > SNCAN, SNCASO, SNECMA
- SNCAN, Societe Nationale de Construction Aeronautique du Nord - Franța
- SNCAO, Société Nationale des Constructions Aéronautiques de l'Ouest - Franța
- SNCASO - Franța
- SNECMA, Société Nationale d'Étude et de Construction de Moteurs d'Aviation - Franța, (1956-1959) (National Company for the Study și Construction of Aviation Engines)
- Snobird, SnoBird, Inc. - SUA
- Snow, Snow Aeronautical Company - SUA
- Snow, Snow Aeronautical Corporation - SUA
- SOCA, Société de l'Ouest de Construction Aéronautique - Franța
- SOCATA, Socata Group Aerospatiale - Franța
- SOCATA, Socata Group Aerospatiale Matra - Franța
- SOCATA, Société de Construction d'Avions de Tourisme et d'Affaires - Franța
- Soko, Preduzece Soko - Bosnia-Herțegovina
- Soko, Soko Air Mostar - Bosnia-Herțegovina
- Soko, Soko Metalopreradijavacka Industrija sa Organicenom Solidarnom Odgovornoscu Oour-A Oour Fabrika Vazduhoplova - Bosnia-Herțegovina
- Soko, Soko Vazduhoplovna Industrija Radna Organizacija Vazduhoplovstvo - Bosnia-Herțegovina
- Soko, Sour Vazduhoplovna Industrija Soko - Bosnia-Herțegovina
- Soko, Vazduhoplovna Industrija Soko DD - Bosnia-Herțegovina
- Soko-Cniar, vezi SOKO și CNIAR - Bosnia-Herțegovina/România
- Solar - Solar Aircraft Company - SUA
- Soloy, Soloy Conversions, Ltd. - SUA
- Sonex, Sonex, Ltd. - SUA
- Sopwith, The Sopwith Aviation Company, Ltd. - Marea Britanie
- Sorrell, C. Hobart Sorrell - SUA
- Sorrell, Sorrell Aviation - SUA
- SPAD, Société Pour L'Aviation et ses Dérivés - Franța, (1910-1914) (1914-Post war) (Originally Société Pour les Appareils Deperdussin) > Blériot-SPAD
- Spartan, Spartan Aircraft Company - SUA
- Specter, Specter Aircraft - SUA
- Spectrum Aeronautical - SUA
- Spectrum Aircraft - (1983-1992) - Canada
- Speedtwin, Speedtwin Developments, Ltd. - Marea Britanie
- Spencer, P. H. Spencer - SUA
- Spencer, Spencer Amphibian Aircraft, Inc. - SUA
- Spezio, Tony și Dorothy Spezio - SUA
- Spitfire, Spitfire Helicopter Company, Ltd. - SUA
- Spirit, Spirit AeroSystems, Inc. - SUA
- Sport Racer, Sport Racer, Inc. - SUA
- Sportavia-Putzer, Sportavia-Pützer GmbH u. Co. KG - Germania
- Spratt, George G. Spratt - SUA
- Spring, W. Spring - Canada
- SSH, Serwis Samolotow Historycznich - Polonia
- St. Croix, St. Croix Aircraft - SUA
- St. Just, St. Just Aviation, Inc. - Canada
- Stampe, Stampe & Renard - Belgia
- Stampe, Stampe & Vertongen - Belgia
- Standard Aircraft Corporation, Standard Aircraft Corporation - SUA
- Standard Motors, Standard Motor Company - Marea Britanie
- Starck, André Starck - Franța
- Starfire, Starfire Aviation, Inc. - SUA
- Stark, Stark Flugzeugbau KG - Germania
- Stark, Stark Iberica SA - Spania
- Starkraft, Starkraft - SUA
- Stark-Trefethen, George Stark și Al Trefethen - SUA
- Star-Lite, Star-Lite Aircraft - SUA
- Starpac, Star of Phoenix Aircraft - SUA
- Statler, William H. Statler - SUA
- Staudacher, Staudacher Aircraft, Inc. - SUA
- Stearman, Stearman Aircraft Company - SUA, (1927-1939) > Boeing
- Steen, Lamar Steen - SUA
- Stemme, Stemme Gmbh & Co KG - Germania
- Stephens, C. L. Stephens - SUA
- Stern, René Stern - Franța
- Stern-Mallick, René Stern et Richard Mallick - Franța
- Stewart (1), Stewart Aircraft Corporation - SUA
- Stewart (2), Donald Stewart - SUA
- Stinson, Stinson Aircraft Corporation - SUA
- Stinson, Stinson Division of Consolidated Vultee Corporation - SUA
- Stits, Stits Aircraft - SUA
- Stoddard-Hamilton, Stoddard-Hamilton Aircraft, Inc. - SUA
- Stolp, Louis A. Stolp - SUA
- Storch Aviation, Storch Aviation Australia Pty, Ltd. - Australia
- Stout, Stout Metal Airplane Company - SUA
- Streamline Welding, Streamline Welding, Inc. - Canada
- Striplin, Striplin Aircraft Corporation - SUA
- Strojnik, Prof. Alex Strojnik - SUA
- Stroukoff, Stroukoff Aircraft Corp. - SUA
- SUD, Sud-Aviation, Société Nationale de Constructions Aéronautiques - Franța, (1957-1970) > Aérospatiale
- Sud-Est, Société Nationale de Constructions Aéronautiques du Sud-Est - Franța, (?-1957) (SNCASE) > Sud-Aviation
- Sud-Est, Sud-Est Aviation - Franța
- Sudflug, Flugzeug-Union-Süd - Germania
- Sud-Ouest, Ouest-Aviation - Franța, (1936-1957) (SNCASO) > Sud-Aviation
- Sud-Ouest, Société Nationale de Constructions Aéronautiques du Sud-Ouest - Franța
- Sukhoi, Gosudarstvennoye Unitarnoye Predpriyatie Aviatsionnyi Voyenno-Promyshlennyi Komplex Sukhoi - Rusia, (1939-prezent)
- Sukhoi, Opytnyi Konstruktorskoye Buro Sukhogo AOOT - Rusia
- Sukhoi, Sukhoi OKB - Rusia
- Summit, Summit Aviation, Inc. - SUA
- Sun Lake, Sun Lake Aircraft - SUA
- Sunderland, Sunderland Aircraft - SUA
- Supapup, Supapup Aircraft, Division of Teknico Pty, Ltd. - Australia
- Super-Chipmunk, Super-Chipmunk, Inc. - Canada
- Supermarine, Supermarine Aviation Works (Vickers), Ltd. - Marea Britanie
- Supermarine, Vickers-Armstrongs (Aircraft), Ltd. (Supermarine Division) - Marea Britanie
- Supermarine, Vickers-Armstrongs, Ltd. (Aircraft Section) (Supermarine Division) - Marea Britanie
- Supermarine Aircraft, Supermarine Aircraft PL - Australia
- Suresnes - vezi Ateliers Aéronautiques de Suresnes
- Svenska Aero, Svenska Aero - Suedia
- Swallow, Swallow Airplane Company - SUA
- Swearingen, Swearingen Aircraft - SUA
- Swearingen, Swearingen Aircraft Corporation - SUA
- Swearingen, Swearingen Aircraft, Inc. - SUA
- Swearingen, Swearingen Aviation Corporation - SUA
- Swearingen, Swearingen Engineering și Technology, Inc. - SUA
- Symphony Aircraft Industries - Trois-Rivieres, Quebec, Canada
- Synairgie, Synairgie - Franța
- SZD, Przedsiebiorstwo Doswiadczalno Produkcyjne Szybownictwa-Panstwowe Zaklady Lotnice Bielsko - Polonia
- SZD, Szybowcowy Zaklad Doswiadczalny - Polonia